# Croton caboensis
Espèce
Croton caboensis est une espèce de plantes à fleurs du genre Croton et de la famille des Euphorbiaceae, présente au Mexique (Baja California Sur, Sonora).